# Чистець однорічний
Чистець однорічний (Stachys annua) — вид рослин з родини глухокропивових (Lamiaceae), поширений у Європі й Азії.

## Опис
Однорічна (рідко багаторічна) трав'яниста рослина 10–30(40) см завдовжки. Стебло розгалужене, злегка волосисте. Листки голі або коротко волохаті. Нижні стеблові листки подовжено еліптичні, з клиноподібною основою, звуженою в черешку, який у багато разів коротше пластинки; середні й верхні листки подовжено-ланцетні, сидячі. Суцвіття довше решти стебла, з 2–8 квітками. Чашечка 7–9 мм завдовжки, від трохи 2-губої до майже звичайної, чашолистки від трикутних до ланцетних, м'яко волохаті. Віночок довжиною 1–1.5 см, зовні коротко і м'яко волохата, верхня губа плоска, вигнута вгору, біла з пурпуровими плямами, нижня губа блідо-кремова, трикутна з найбільшою середньою часткою. Горішки ≈ 2 мм довжиною і 1.8 мм шириною.

## Поширення
Вид поширений у Європі крім півночі й на захід до Сибіру й на південний захід до Ірану.
В Україні вид зростає в лісосмугах; адвентивна рослина — в Лівобережному Лісостепу (село Малі Будища Зіньківського району Полтавської області).

## Галерея

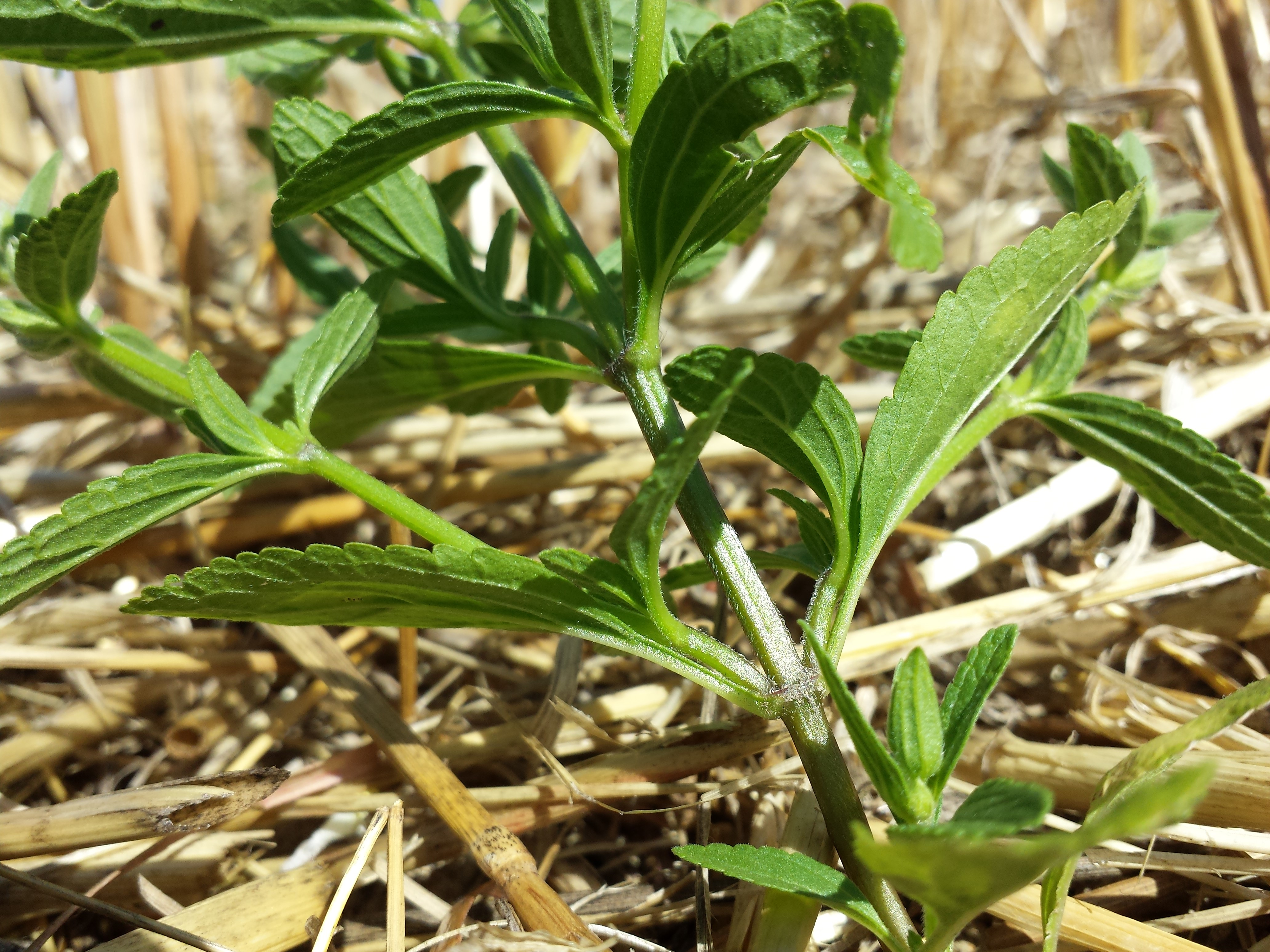
стебло з листям
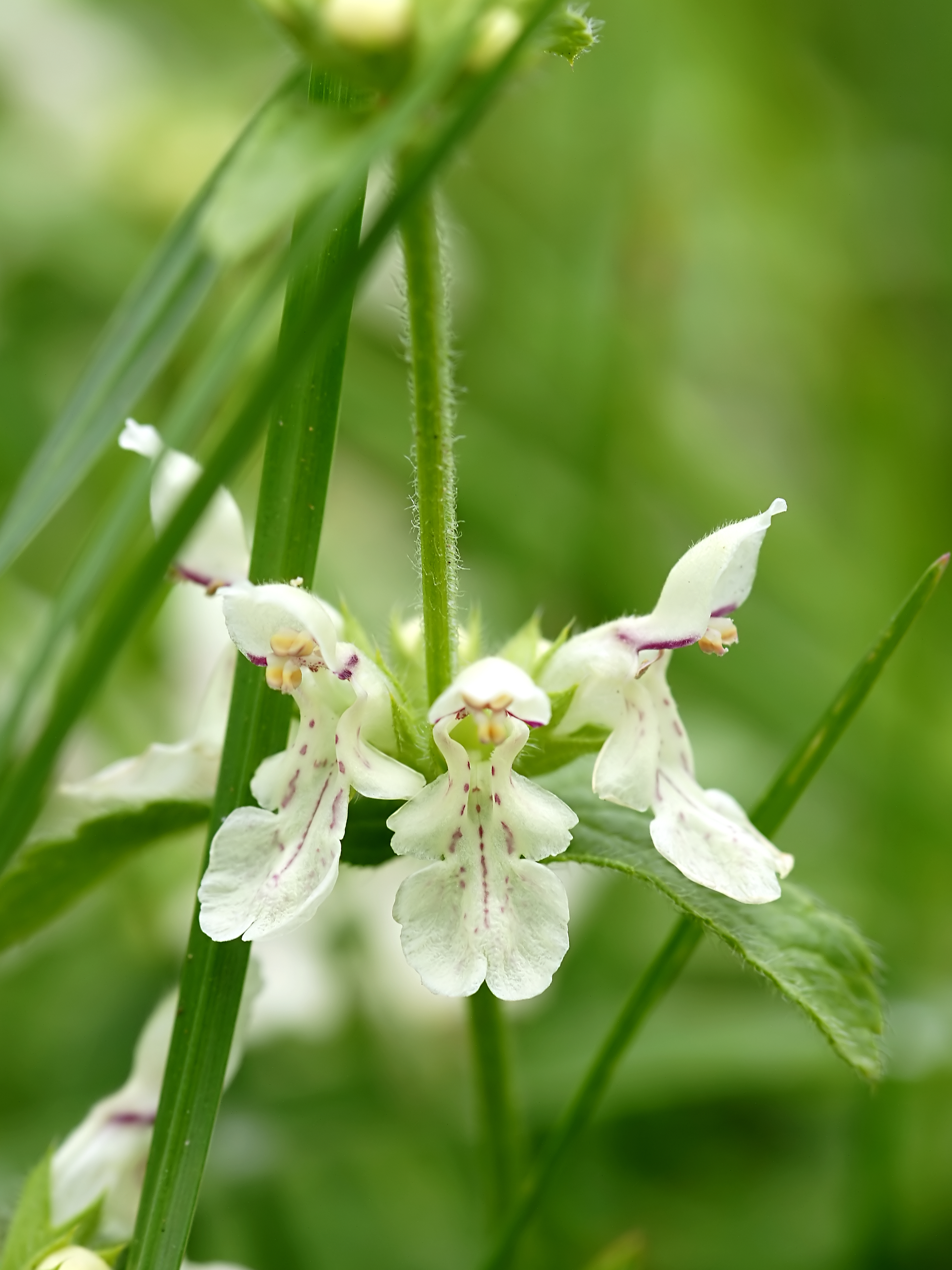
квіти
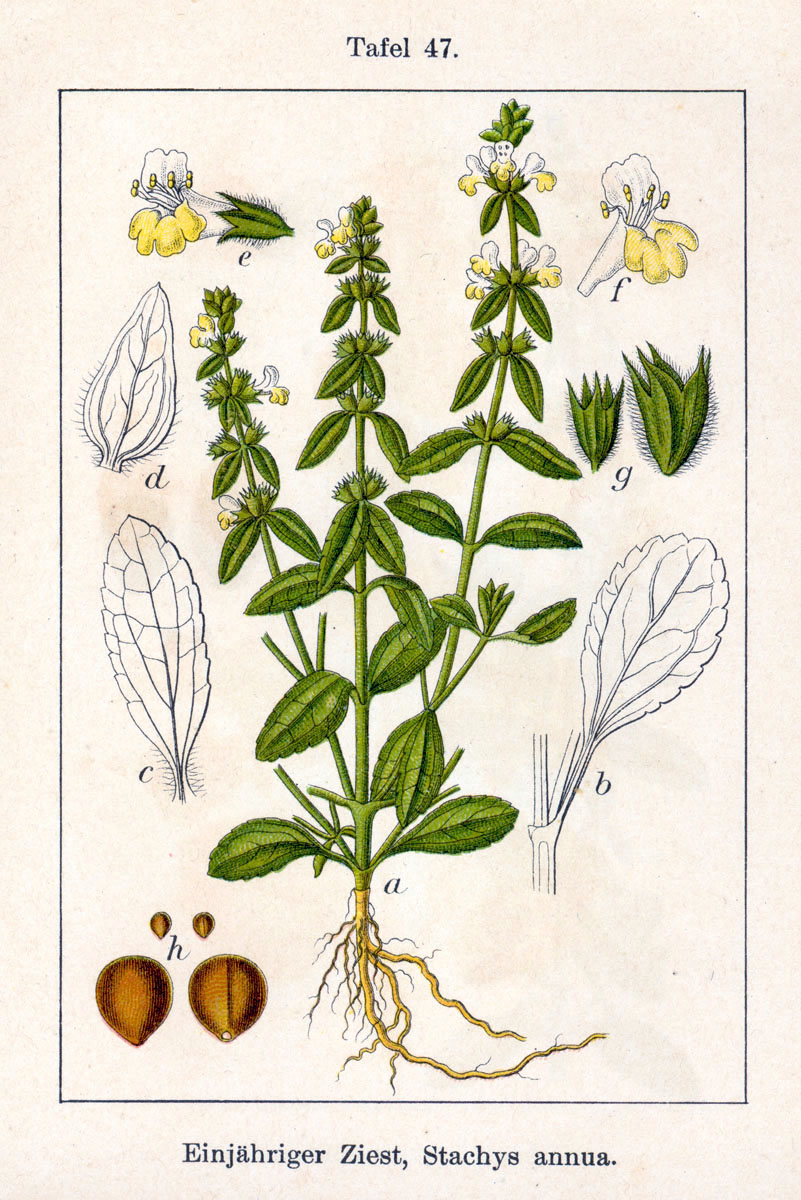
ілюстрація